# Central nuclear de Gösgen
La Central nuclear de Gösgen (en alemán: Kernkraftwerk Gösgen) se encuentra oficialmente en el municipio de Däniken (cantón de Solothurn, Suiza) a orillas del río Aar. Es operada por la sociedad ad hoc Kernkraftwerk Gösgen-Däniken AG. 
Las primeras discusiones sobre la construcción de la tercera planta de energía nuclear en Suiza comenzaron en 1966. La construcción se inició en el verano de 1973, después de que se habían concedido una serie de permisos locales. La puesta en marcha fue autorizada el 29 de septiembre de 1979.